# BMW M21
Con la sigla M21 si intende un motore diesel per uso automobilistico prodotto dal 1984 al 1994 dalla Casa automobilistica tedesca BMW.

## Descrizione
Si tratta tra l'altro del primo propulsore a gasolio prodotto dalla Casa bavarese. Le basi di partenza per realizzare quest'unità motrice furono i motori a benzina da 2 e da 2.5 litri della famiglia M20: dal primo furono ripresi i cilindri ed i pistoni, mentre dal secondo vennero riprese le bielle, in modo da tale da ottenere un'unità dall'alesaggio pari ad 80 mm, come nel 2 litri, e dalla corsa di 81 mm, come nell'unità da 2.5 litri. Il risultato fu un 6 cilindri da 2443 cm³,  disponibile sia aspirato che sovralimentato.

### M21D25
È la versione aspirata del 2.4 litri BMW: erogava una potenza massima di 86 CV a 4600 giri/min ed una coppia massima di 152 Nm a 2500 giri/min. Fu montato sulla BMW 324d E30 e sulla BMW 524d E28 e fu prodotto dal 1985 al 1988.

### M21TD25
È la versione sovralimentata del 2.4 litri BMW: fu prodotto dal 1984 al 1991 ed utilizzava un 
turbocompressore Garrett T3 senza intercooler, grazie al quale erogava una potenza massima di 114.6 CV a 4800 giri/min, con un picco di coppia massima pari a 211 N·m a 2400 giri/min. Questo motore fu montato su:
- BMW 324td E30 (1986-94);
- BMW 524td E28 (1984-88);
- BMW 524td E34 (1988-92);
- Lincoln Continental (1984-85);
- Vixen 21TD (1984-85)
- Bertone FreeClimber 1